# 第三度殺人
《第三度殺人》（三度目の殺人）是2017年上映日本懸疑電影，由是枝裕和導演及編劇，於第74屆威尼斯影展首映。

## 情节
重盛朋章律師事務所接下了三隅高司焚屍殺死前雇主案，這是三隅第二次殺人，而30年前第一次案件的法官剛好就是重盛朋章之父。
三隅高司本人也認罪無誤，雖然日本正在逐漸減少死刑，但是三隅基本上也是死刑無誤，屬於沒有辯護餘地的案件，三隅鐵定被判死刑，自己殺了自己，也就是第三次殺人。不料這個簡單又鐵板一塊的鐵案，卻從一個小角落的疑點慢慢滲出驚人風波...。

## 演員
- 福山雅治 飾演 重盛朋章
- 役所廣司 飾演 三隅高司
- 廣瀨鈴 飾演 山中咲江
- 齊藤由貴 飾演 山中美津江
- 吉田鋼太郎 飾演 攝津大輔
- 滿島真之介 飾演 川島輝
- 松岡依都美（日语：松岡依都美） 飾演 服部亞紀子
- 市川實日子 飾演 篠原一葵
- 橋爪功（日语：橋爪功） 飾演 重盛彰久
- 蒔田彩珠 飾演 重盛朋章的女兒
- 井上肇（日语：井上肇） 飾演 小野稔亮

## 評價
在爛番茄網站上，在16篇評論中獲得94％的支持，平均得分为7分(滿分10分)。在Metacritic網站上，第三度殺人5位投票者給出平均73分(滿分100分)。
荷里活報導的編輯戴布菈楊给予此片的導演正面的肯定。

## 獎項
| 獎                     | 項目         | 入圍者          | 結果 |
| ---------------------- | ------------ | --------------- | ---- |
| 第42屆報知電影獎       | 最佳配角     | 役所廣司        | 獲獎 |
| 第30屆日刊體育電影大獎 | 最佳電影     | 第三度殺人      | 提名 |
| 第30屆日刊體育電影大獎 | 最佳演員     | 福山雅治        | 提名 |
| 第30屆日刊體育電影大獎 | 最佳配角     | 役所廣司        | 獲獎 |
| 第30屆日刊體育電影大獎 | 最佳女配角   | 廣瀨鈴          | 提名 |
| 第72屆每日電影獎       | 最佳劇本     | 是枝裕和        | 提名 |
| 第72屆每日電影獎       | 最佳配角     | 役所廣司        | 獲獎 |
| 第72屆每日電影獎       | 最佳女配角   | 廣瀨鈴          | 提名 |
| 第72屆每日電影獎       | 最佳拍攝     | 瀧本幹也        | 提名 |
| 第72屆每日電影獎       | 最佳美術指導 | 種田陽平        | 提名 |
| 第72屆每日電影獎       | 最佳配樂     | 鲁多维科·伊諾第 | 提名 |
| 第60屆藍絲帶獎         | 最佳影片     | 第三度殺人      | 提名 |
| 第60屆藍絲帶獎         | 最佳導演     | 是枝裕和        | 提名 |
| 第60屆藍絲帶獎         | 最佳配角     | 役所廣司        | 提名 |
| 第60屆藍絲帶獎         | 最佳女配角   | 齊藤由貴        | 獲獎 |
| 第60屆藍絲帶獎         | 最佳女配角   | 廣瀨鈴          | 提名 |
| 第12届亚洲电影大奖     | 最佳電影     | 第三度殺人      | 提名 |
| 第12届亚洲电影大奖     | 最佳女配角   | 廣瀨鈴          | 提名 |
| 第41屆日本電影學院獎   | 最佳影片     | 第三度殺人      | 獲獎 |
| 第41屆日本電影學院獎   | 最佳導演     | 是枝裕和        | 獲獎 |
| 第41屆日本電影學院獎   | 最佳編劇     | 是枝裕和        | 獲獎 |
| 第41屆日本電影學院獎   | 最佳剪輯     | 是枝裕和        | 獲獎 |
| 第41屆日本電影學院獎   | 最佳男配角   | 役所廣司        | 獲獎 |
| 第41屆日本電影學院獎   | 最佳女配角   | 廣瀨鈴          | 獲獎 |
| 第41屆日本電影學院獎   | 最佳音樂     | 魯多維科·伊諾第 | 提名 |
| 第41屆日本電影學院獎   | 最佳攝影     | 瀧本幹也        | 提名 |
| 第41屆日本電影學院獎   | 最佳照明     | 藤井稔恭        | 提名 |
| 第41屆日本電影學院獎   | 最佳錄音     | 富田和彥        | 提名 |

## 外部連結
- 官方网站 （日文）
- 互联网电影数据库（IMDb）上《第三度殺人》的资料（英文）（英文）
- AllMovie上《第三度殺人》的资料（英文）（英文）
- Box Office Mojo上《第三度殺人》的資料（英文）（英文）
- Metacritic上《第三度殺人》的資料（英文）（英文）
- 爛番茄上《第三度殺人》的資料（英文）（英文）